# Кудинцево (Курська область)
Кудинцево (рос. Кудинцево) — село в Льговському районі Курської області Російської Федерації.
Населення становить 521 особу. Входить до складу муніципального утворення Кудинцевська сільрада.

## Історія
Населений пункт розташований на території українського етнічного та культурного краю Східна Слобожанщина.
Від 2004 року входить до складу муніципального утворення Кудинцевська сільрада.

## Населення
| 2002 | 2010 |
| ---- | ---- |
| 670  | ↘521 |